# Paramount Television Studios
Paramount Television Studios, anteriormente Paramount Television, es una división televisiva del estudio cinematográfico estadounidense Paramount Pictures, una división de Paramount Skydance Corporation, fundada el 4 de marzo de 2013 por su predecesora, Viacom.  
La Paramount Television anterior fue transferida a CBS Corporation en su separación de Viacom, que retuvo Paramount Pictures y su división de películas en 2005. Después de la escisión en enero de 2006, la división pasó a llamarse CBS Paramount Television y luego CBS Television Studios en mayo de 2009 después de que expiró el acuerdo de derechos de nombre de tres años. Paramount regresó a la producción de televisión basada en la expansión tecnológica de la televisión a través de servicios de streaming, lo que la convierte en un negocio vigoroso y es el motor de crecimiento de Hollywood. También se reconoce que cortar la operación de TV de Paramount le había dado a Paramount poco a qué recurrir cuando las películas fallan, excepto para el alquiler de escenarios del estudio.
El 13 de agosto de 2024, luego de que gran parte de su personal fuera despedido en una serie de recortes en Paramount Global, se anunció que la división cerraría a fines de esa semana y que todos los proyectos en curso y en desarrollo se trasladarían a la empresa hermana CBS Studios. Sin embargo, el 4 de agosto de 2025, se anunció que Paramount Television Studios se relanzaría tras la fusión de Paramount Global y Skydance Media y la formación de Paramount Skydance Corporation, que se completó tres días después.

## Historia

#### Desilu Productions
La compañía predecesora, Desilu Productions, fue fundada en 1950 por Lucille Ball (1911-1989) y Desi Arnaz (1917-1986) con el propósito de producir la serie de radio de CBS, My Favorite Husband, y más tarde su comedia, I Love Lucy, para la cadena CBS. Más tarde produjo la serie The Lucy Show, así como otros programas como Our Miss Brooks, Los Intocables, Mannix, y Star Trek (los últimos tres así como The Lucy Show serían continuados por Paramount Television).

### Paramount Television (1967-2006)

#### Participación temprana de Paramount en televisión
Paramount Pictures había hecho un par de intentos a mediados de los años 50 para producir series bajo el estandarte de Telemount (Televisión + Paramount). El primero, Cowboy G-Men, fue un esfuerzo conjunto con Mutual Broadcasting para la sindicación. El segundo, Sally protagonizado por Joan Caulfield, fue una serie de corta duración en NBC durante la temporada 1957-58. Antes de eso, Paramount poseía una cadena de televisión de facto, la Paramount Television Network, y tenía una participación en otra red, la DuMont Television Network. Paramount Studios también tenía la propiedad directa de KTLA en Los Ángeles (la estación de Los Ángeles era la estación ancla del PTN). Paramount anteriormente poseía WBKB en Chicago, como parte del circuito de teatro de Balaban & Katz, pero cuando la compañía fue dividida en dos por la acción antimonopolio de 1949, el estudio se quedó con KTLA y vendió WBKB con sus otras propiedades relacionadas con el teatro. La sociedad United Paramount Theatres compró el control de la American Broadcasting Company, y debido a los requisitos legales vendió WBKB-TV (ahora WBBM) a CBS. 
Otro intento de Paramount fue conocido como Paramount Pictures Television. Una de las series fue Destination Space, un proyecto piloto de una serie propuesta que nunca despegó, producida en asociación con la cadena de televisión CBS Television Network en 1959.

#### 1960
En 1966, Paramount estaba al borde de la quiebra, cuando el estudio fue comprado por Gulf+Western. Para ese momento, Paramount se había distanciado bastante de la televisión, dejando de producir programas, cerrado sus cadenas y vendiendo las estaciones que aún poseía. 
También vendieron la mayor parte de su primera biblioteca teatral (antes de 1950, en su mayor parte) a compañías como EMKA, Ltd. –una subsidiaria propiedad de MCA Inc–. (que ahora forma parte de Universal Studios), U. M. & M. TV Corporation (más cortos lanzados hasta septiembre de 1950; ahora parte de Paramount y Republic Pictures), Associated Artists Productions (caricaturas de Popeye; ahora parte de Time Warner por medio de Turner Entertainment y Warner Bros.), Harvey Films (lanzados entre septiembre de 1950 y marzo de 1962; ahora también propiedad de Universal Studios, que compró DreamWorks Classics y su padre, DreamWorks Animation en 2016), y National Comics (caricaturas teatrales de Superman; más tarde DC Comics, ahora también propiedad de Time Warner).

#### Venta y re-incorporación
En 1967, Gulf+Western trajo a Desilu, que se fusionó con Paramount, quien había sido vecino de Desilu desde el cierre de RKO Pictures. La venta dio lugar a la reincorporación de Desilu como Paramount Television en diciembre de ese año. Los tres edificios de Desilu –los estudios originales de RKO y dos ubicaciones de Culver City– fueron incluidos en la venta, pero el Departamento de Justicia obligó a vender los estudios Culver para evitar el monopolio. El viejo globo terráqueo de RKO sigue en la esquina de Gower y Melrose, en la Paramount. El viejo globo terráqueo de RKO sigue en la esquina de Gower y Melrose, en la parcela de Paramount.
La primera producción de PTV que se estrenó después de la reincorporación fue Here's Lucy. Paramount sólo produjo la primera temporada, sin embargo, vendió su participación en el espectáculo a Ball después del final de la temporada. 
Gulf+Western tenía planes para lanzar una red de televisión a finales de la década de 1970, Paramount Television Service, con una nueva serie de Star Trek como piedra angular de la red. Pero estos planes fueron desechados, y Star Trek: Phase II fue reelaborado en Star Trek: The Motion Picture.

### Cambios de propiedad y expansión de biblioteca
En 1989, Gulf+Western fue reincorporada como Paramount Communications, bautizada con el nombre de Paramount Pictures, el principal activo de la empresa (cuyo nombre también se utilizó para la empresa en su conjunto). Esta empresa se vendió a Viacom en 1994. La fusión de Viacom también le dio a Paramount una biblioteca de programas de televisión más grande, ya que Viacom tenía unidades de producción y distribución de televisión antes de la adquisición de Paramount. La distribuidora, Viacom Enterprises (que agrupó la biblioteca clásica de CBS entre otros espectáculos), se fusionó en Paramount Domestic Television mientras que la productora, Viacom Productions (conocida en ese momento por sus coproducciones con Fred Silverman y Dean Hargrove), continuó como división de PTV hasta 2004. El primer éxito importante de Viacom Productions en debutar después de convertirse en una división de PTV fue Sabrina the Teenage Witch, basada en el personaje de Archie Comic del mismo nombre. Protagonizada por Melissa Joan Hart como protagonista, la serie duró cuatro temporadas en ABC (en contraste con la falta de éxito de la empresa matriz en la red en este periodo) y tres temporadas en The WB entre 1996-2003.
Paramount continuó construyendo su biblioteca de televisión. En 1999, Viacom adquirió plena participación en Spelling Entertainment Group (que incluía Spelling Television, Big Ticket Entertainment,  Worldvision Entertainment, y Republic Pictures, entre otras compañías), y los derechos de Rysher Entertainment.

### Lanzamiento de UPN y copropiedad con CBS
Además, en enero de 1995, Paramount lanzó finalmente una red de televisión, la United Paramount Network, o UPN para abreviar, que más tarde se fusionó con The WB de Time Warner para formar The CW. PTV produjo la mayor parte de las series que se emitieron en UPN, incluyendo el primer programa que se mostró en la red, Star Trek: Voyager. UPN pasó a ser propiedad al 100% de Viacom en 2000, después de que Chris-Craft vendiera su participación (sus estaciones de televisión se vendieron a News Corporation). Junto con Voyager, los programas de PTV más exitosos de UPN fueron One on One, Star Trek: Enterprise y Girlfriends. 
En 2000, Viacom adquirió CBS, que en 1971 le había dado otra dirección a Viacom. PTV comenzó a producir más programas en CBS (ya produjo JAG una antigua producción de NBC, Becker protagonizada por Ted Danson, veterano de Cheers, y Nash Bridges, que adquirió esta última de Rysher). La mayoría de las nuevas series de PTV que debutaron en CBS después de la fusión no tuvieron mucho éxito, incluyendo Bram & Alice y Out of Practice (afectando al veterano Henry Winkler, de Happy Days). Sin embargo, cuatro series se convertirían en éxitos: NCIS, Numb3rs, Criminal Minds y Ghost Whisperer (estas dos últimas fueron coproducciones con Touchstone Television, que más tarde se convirtió en ABC Studios). Estas cuatro series continuarían bajo CBS Paramount Television y más tarde bajo CBS Paramount Television Studios, con sólo NCIS y Criminal Minds todavía en emisión (ambos también tenían sus propios spin-offs, con éxitos variados). Con DIC Entertainment, Paramount Television trabajó en la primera temporada del Inspector Gadget.

### Adquisición por CBS
A finales de 2005, Viacom se dividió en dos empresas completamente separadas, una de las cuales se llamaba CBS Corporation y la otra mantenía el nombre de Viacom. A pesar de que Paramount Pictures es propiedad de la nueva Viacom, CBS heredó Paramount Television, así como el derecho a conservar el nombre de Paramount. El 16 de enero de 2006, CBS renombró la unidad CBS Paramount Television. La serie final de Paramount fue Courting Alex (coproducida con Touchstone Television) para CBS.
Debido a que National Amusements mantiene el control mayoritario tanto de CBS Corporation como de la nueva Viacom, los programas CBS (tanto antes como después de la escisión) siguen siendo distribuidos por Paramount Home Entertainment.
La compañía sobrevivió como CBS Paramount Television durante tres años. Sin embargo, CBS comenzó a eliminar el nombre de Paramount ya en 2007, cuando el brazo de distribución estadounidense se fusionó con King World Productions (comprado por CBS justo antes de la fusión de Viacom) para formar CBS Television Distribution. El brazo internacional de PTV se fusionó con CBS Broadcast International en 2004 (dos años antes de la división CBS/Viacom) para formar CBS Paramount International Television.
En 2009, CBS anunció silenciosamente que el nombre de Paramount sería despojado de: la compañía principal (CBS Paramount Televisión), su brazo de producción (CBS Paramount Network Televisión), y su brazo internacional, con los dos últimos siendo renombrados CBS Television Studios y CBS Studios International, respectivamente.
Con estas transacciones, la participación de Paramount en la televisión –al menos de nombre sólo desde 2006– llegó a su fin después de 70 años (cuando se fundaron las estaciones de televisión experimentales que más tarde se convirtieron en KTLA y WBBM). Paramount había sido el primer gran estudio de Hollywood en participar en la televisión.
Cuando CBS Paramount Television cambió su nombre por el de CBS Television Studios, Paramount Pictures unió fuerzas con Trifecta Entertainment & Media para distribuir las bibliotecas cinematográficas de Paramount y Republic en televisión.

### Relanzamiento
El 4 de marzo de 2013, el presidente de Viacom, Philippe Dauman, anunció que Paramount optó por producir una serie televisiva basada en una de sus películas. El programa permitiría a Paramount "volver, con muy poca inversión, al negocio de la producción televisiva". Horas después, el presidente de Paramount, Brad Grey, anunció que el estudio estaba coproduciendo una serie de CBS TV basada en Beverly Hills Cop con Sony Pictures Television; sin embargo, el programa nunca pasó de la fase piloto. El 22 de julio de 2013, se anunció que Amy Powell fue nombrada presidenta de Paramount Television.
El 14 de julio de 2014, Robert Zemeckis, su socio productor Jack Rapke y su compañía de producción, Compari Entertainment, firmaron un acuerdo de primera opción de 2 años con Paramount Television. El 6 de enero de 2017, Paramount Television firmó un acuerdo de primera vista con Federation Entertainment. El 19 de julio de 2018, Paramount Television despidió a su presidente Amy Powell, tras informes de que varias personas tenían «preocupaciones en torno a los comentarios [de Powell] [hechos en un] entorno profesional que creían que eran inconsistentes» con los valores de Viacom y Paramount; afirmaciones que Powell refutó y estaba considerando emprender acciones legales. El 5 de septiembre de 2018, fue reemplazada como presidenta de Paramount Television por Nicole Clemens.
Una serie de televisión basada en la película Escuela de rock también había sido anunciada en Nickelodeon. Esta fue estrenada el 12 de marzo de 2015
Paramount y HBO estaban planeando una nueva serie titulada Ashecliffe, que serviría de precuela a la película de Paramount de 2009, Shutter Island.
Viacom indicó que Paramount Television generó $400 millones de dólares en ingresos y produjo 9 series en la revisión de fin de año en 2018. En 2019, el director ejecutivo de Paramount, Jim Gianopulos, indicó que Paramount Television tendría 20 series en producción y duplicaría sus ganancias. El 16 de agosto de 2021, tras el cambio de marca, Auriel Rudnick firmó un acuerdo general con Paramount Television Studios.
En algún momento de 2024, la gestión de Paramount Television Studios se transfirió a CBS Studios. El 13 de agosto, luego de dos rondas de despidos en Paramount Global ese año que incluyeron a gran parte del equipo de Paramount Television Studios, se anunció que la división se cerraría a finales de esa semana, y que las series actuales y las que estaban en desarrollo se trasladarían a CBS Studios.

### Reencarnación bajo Paramount Skydance
El 7 de agosto de 2025, Paramount Television Studios revivió cuando Paramount Global se fusionó con Skydance Media para formar Paramount Skydance Corporation.